# میان پشته
میان پشته، روستایی از توابع بخش مرکزی شهرستان رودسر در استان گیلان ایران است.

## جمعیت
این روستا در دهستان چینی جان قرار دارد و براساس سرشماری مرکز آمار ایران در سال ۱۳۹۵، جمعیت آن ۲۸۳ نفر (۷۳خانوار) بوده‌است.
از خاندان های بزرگ و با سابقه روستا میتوان به سادات تقوی و طلایی اشاره کرد.